# Cascadas de Ekom Nkam
Cascadas de Ekom Nkam (en francés: Chutes d'Ekom Nkam) son unas caídas de agua están situadas en la región litoral, cerca de la ciudad de Melong, en el país africano de Camerún. Estas cataratas se encuentran en el río Nkam, y poseen unos 80 metros de altura. Ellas sirvieron como telón de fondo para rodar algunas escenas de la película «Greystoke, la leyenda de Tarzán, el rey de los monos».

## Galería de imágenes

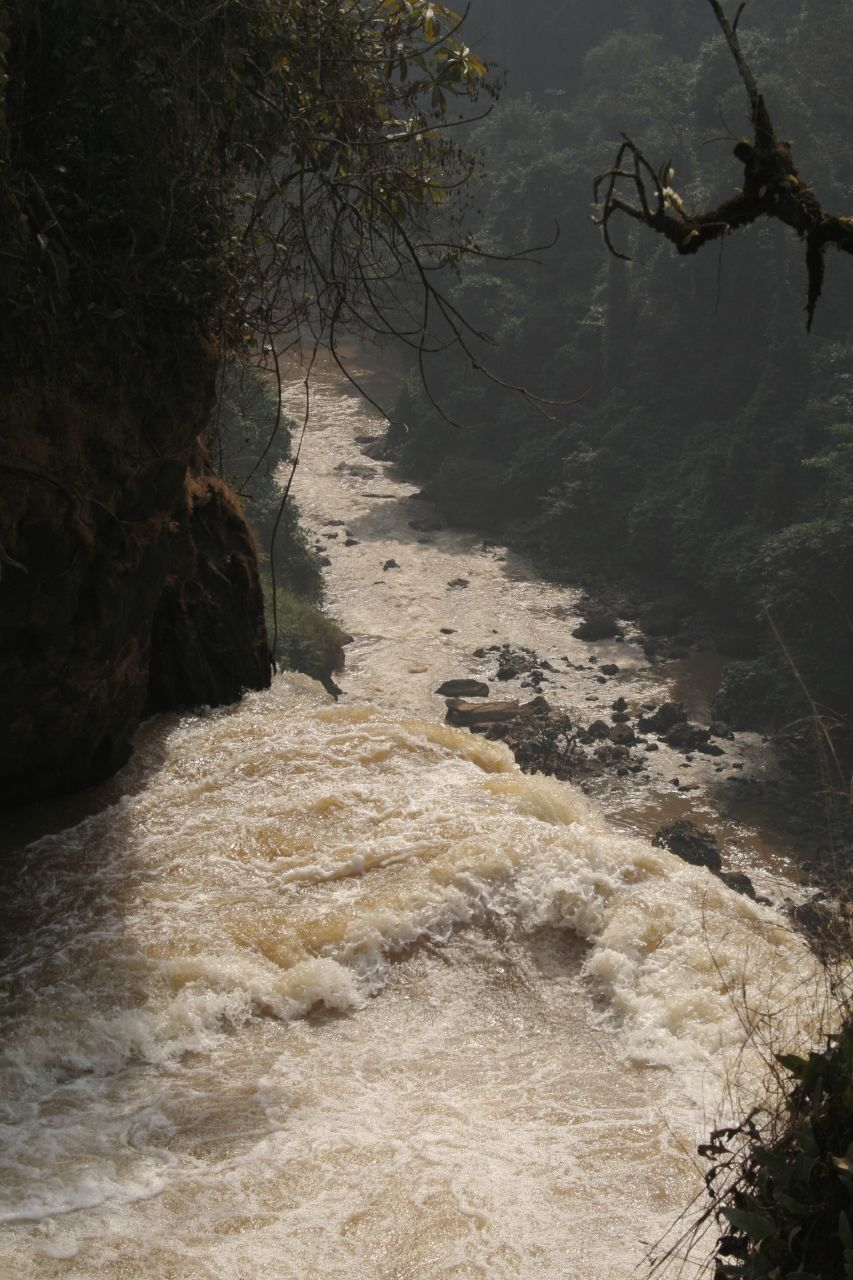
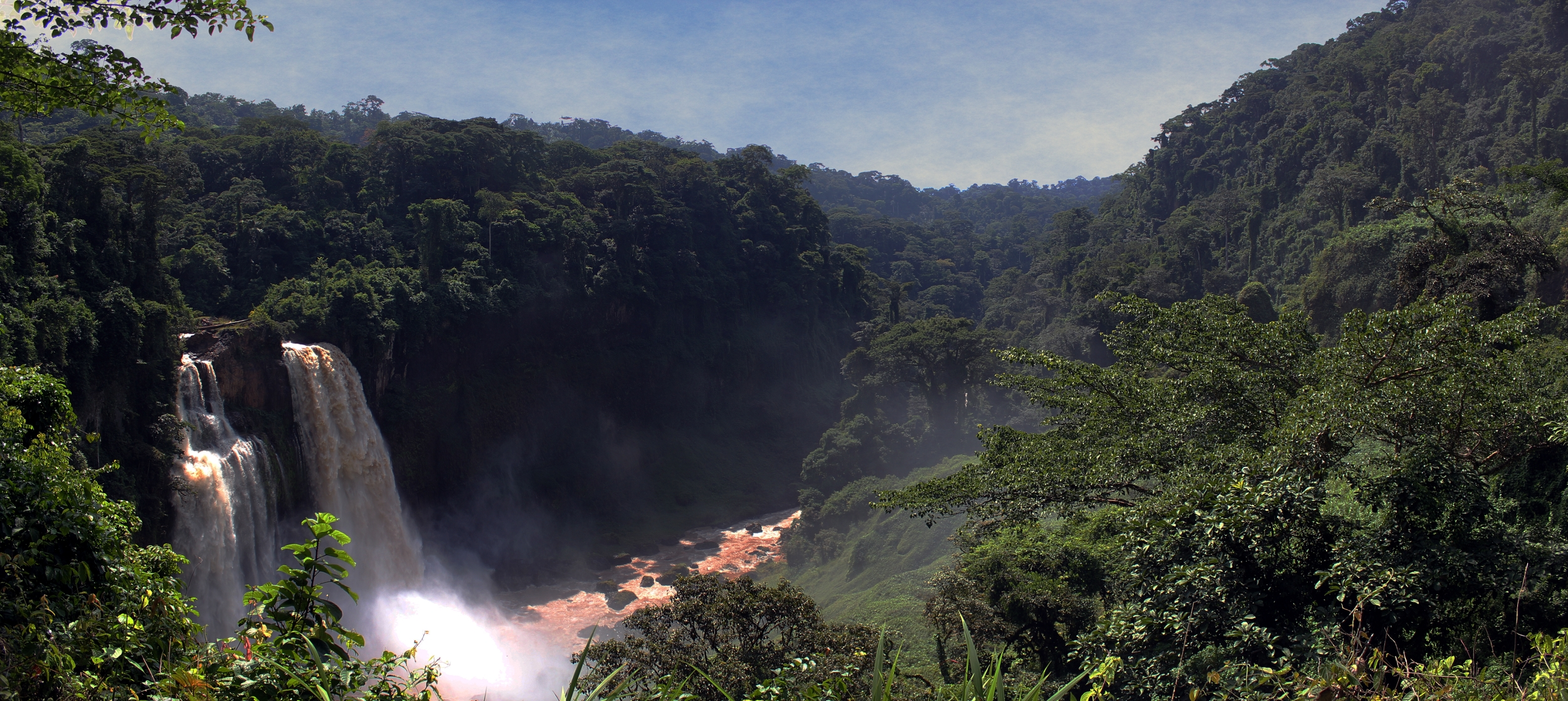
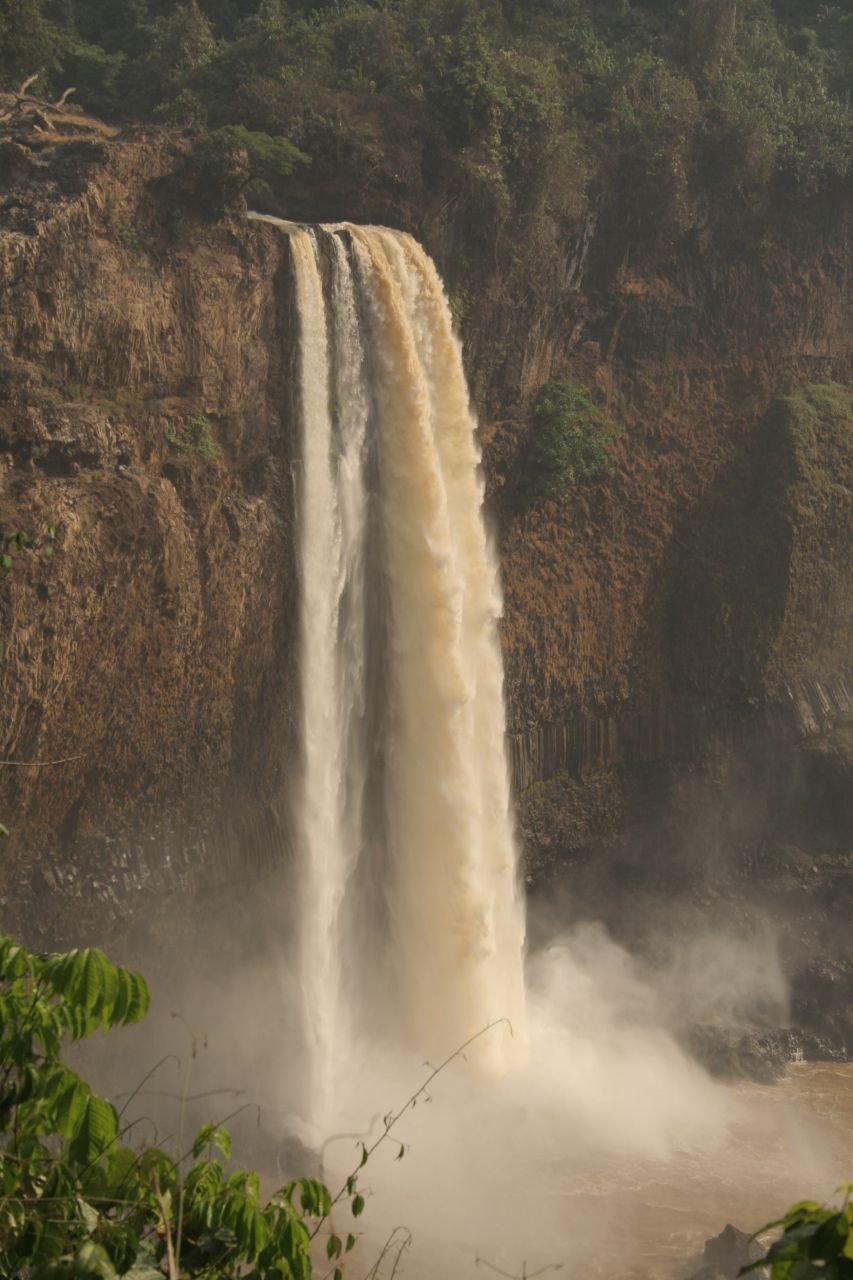